# Maratón de Nueva York de 2010

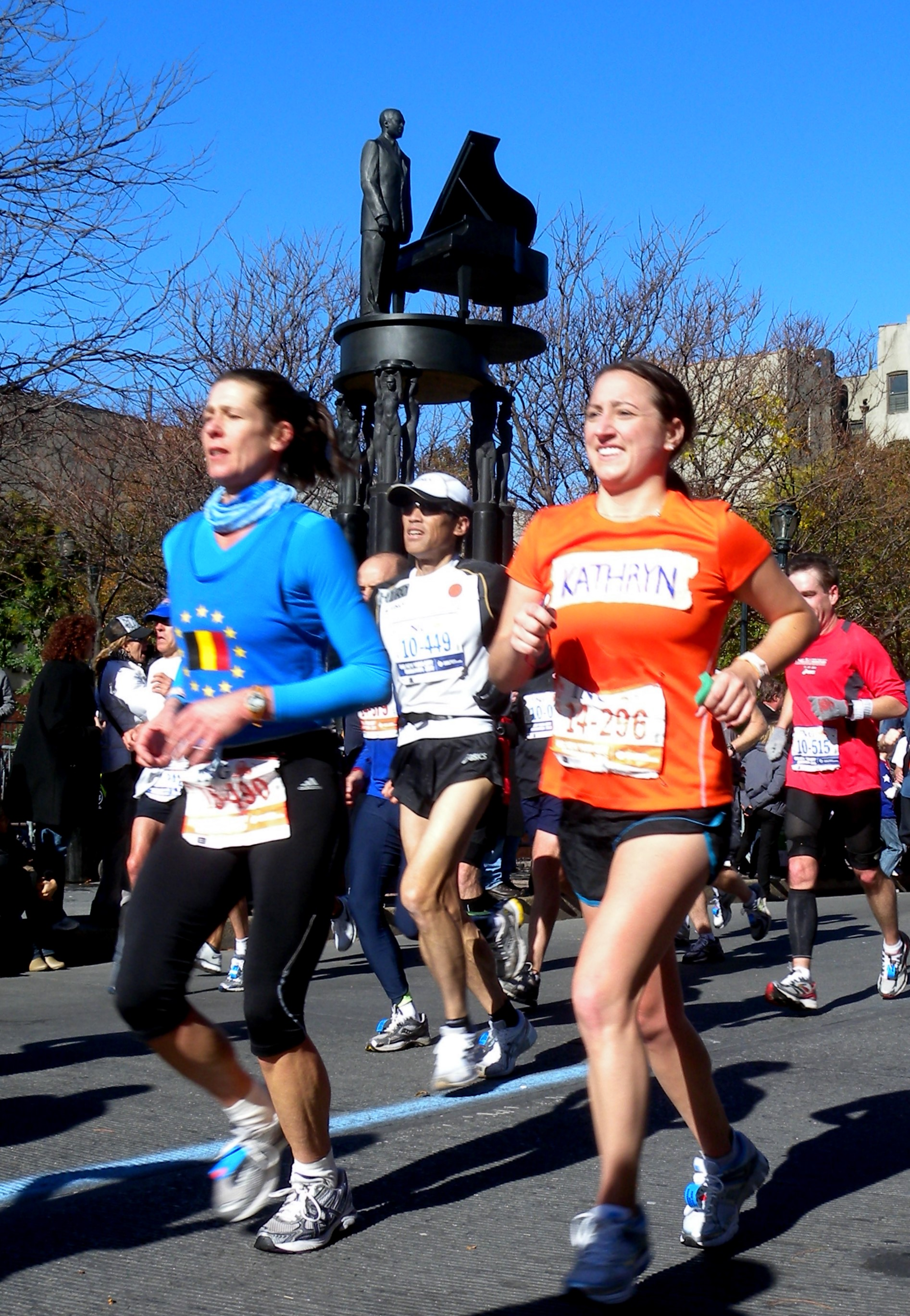
Maratón a su paso por la Quinta Avenida, Harlem.

El 41.er Maratón de Nueva York tuvo lugar el domingo 7 de noviembre de 2010. Patrocinada por ING, la competición, en la que participó una cifra récord de 45.334 personas, fue la quinta World Marathon Major de 2010 y una de las carreras de la IAAF Gold Label Road Race. El corredor etíope Gebre Gebremariam ganó la carrera masculina, en un tiempo de 2 horas, 8 minutos y 14 segundos, mientras que la vencedora de la prueba femenina fue Edna Kiplagat, quien completó el trayecto en 2 horas, 28 minutos y 20 segundos.
El favorito de la carrera previa para la prueba masculina era Haile Gebrselassie, quien en ese momento ostentaba el récord mundial en la prueba de maratón. Sin embargo, el corredor abandonó la carrera, a dieciséis kilómetros del final, por una lesión en la rodilla, y más tarde declaró que se retiraba de la competición, protagonizando una de las trayectorias más exitosas en carreras de larga distancia, que incluía ocho títulos y 27 plusmarcas mundiales.
Entre los corredores del maratón destacó la presencia de Edison Peña, uno de los mineros chilenos rescatados del derrumbe de la mina San José el mes anterior. Fue invitado a la competición porque durante los 69 días que permaneció bajo tierra se había acostumbrado a correr como un medio para mantener la esperanza. Completó el recorrido en 5 horas, 40 minutos y 51 segundos.

## Palmarés

### Hombres

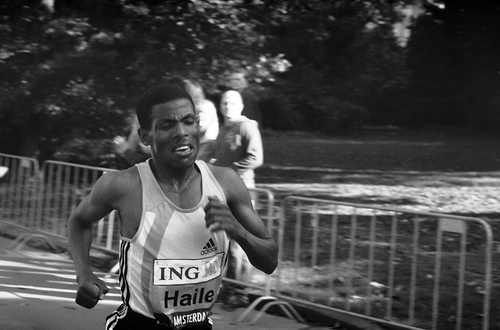
El favorito de la carrera previa, Haile Gebrselassie, abandonó y anunció su retiro de la competición profesional.

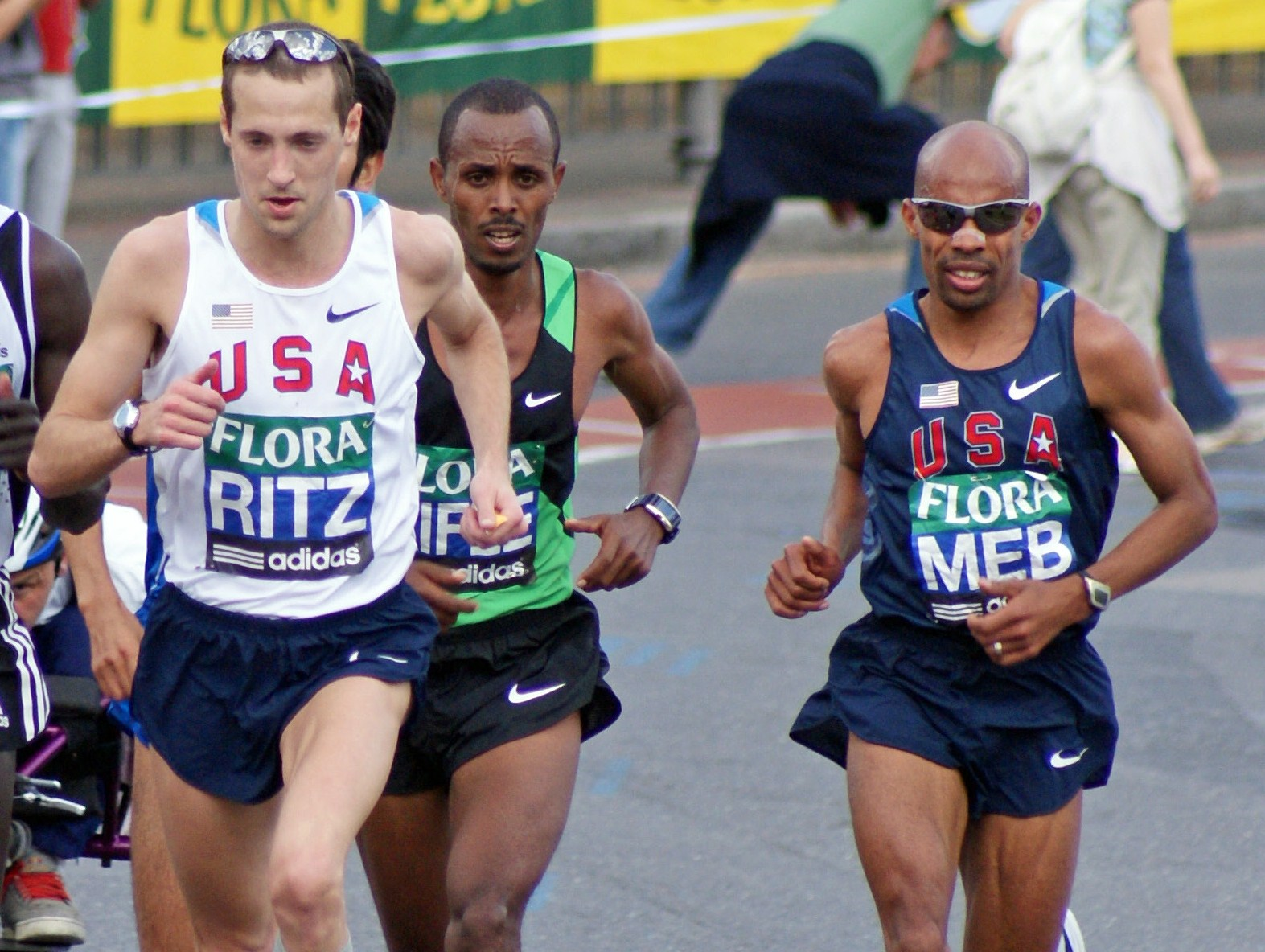
El ganador del año anterior, Meb Keflezighi (derecha), quedó sexto, mientras que Dathan Ritzenhein (izquierda) fue octavo.

| Puesto | Atleta                    | País           | Tiempo (h:m:s) |
| ------ | ------------------------- | -------------- | -------------- |
|        | Gebre Gebremariam         | Etiopía        | 2:08:14        |
|        | Emmanuel Mutai            | Kenia          | 2:09:18        |
|        | Moses Kigen Kipkosgei     | Kenia          | 2:10:39        |
| 4      | Abderrahim Goumri         | Marruecos      | 2:10:51        |
| 5      | James Kwambai             | Kenia          | 2:11:31        |
| 6      | Meb Keflezighi            | Estados Unidos | 2:11:38        |
| 7      | Marílson Gomes dos Santos | Brasil         | 2:11:51        |
| 8      | Dathan Ritzenhein         | Estados Unidos | 2:12:33        |
| 9      | Abel Kirui                | Kenia          | 2:13:01        |
| 10     | Abderrahime Bouramdane    | Marruecos      | 2:14:07        |
| 11     | Jorge Torres              | Estados Unidos | 2:14:57        |
| 12     | Peter Kamais              | Kenia          | 2:14:58        |

### Mujeres

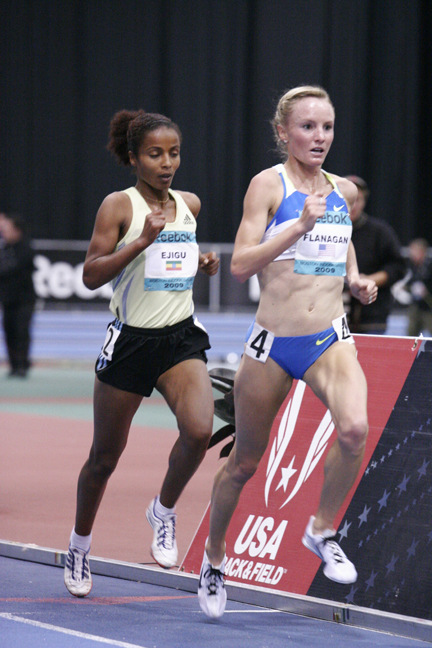
Shalane Flanagan (derecha) clasificada segunda en su debut en el maratón.

| Puesto | Atleta            | País           | Tiempo (h:m:s) |
| ------ | ----------------- | -------------- | -------------- |
|        | Edna Kiplagat     | Kenia          | 2:28:20        |
|        | Shalane Flanagan  | Estados Unidos | 2:28:40        |
|        | Mary Keitany      | Kenia          | 2:29:01        |
| 4      | Inga Abitova      | Rusia          | 2:29:17        |
| 5      | Kim Smith         | Nueva Zelanda  | 2:29:28        |
| 6      | Christelle Daunay | Francia        | 2:29:29        |
| 7      | Lyudmila Petrova  | Rusia          | 2:29:41        |
| 8      | Caroline Rotich   | Kenia          | 2:29:46        |
| 9      | Madai Pérez       | México         | 2:29:53        |
| 10     | Buzunesh Deba     | Etiopía        | 2:29:55        |
| 11     | Katie McGregor    | Estados Unidos | 2:31:01        |
| 12     | Teyba Erkesso     | Etiopía        | 2:31:06        |